# زبان یوچی
زبان یوچی زبان مردمان یوچی است که در ایالت اکلاهما می‌زیند. نیاکان این مردمان در اصل در جنوب سرقی آمریکا می‌زیستند و بعد در سدهٔ نوزدهم مجبور به کوچ شدند. از آنجا که ارتباط این زبان با دیگر خانواده‌های زبانی مشخص نشده، زبانی تک‌خانواده قلمداد می‌شود.